# 資治通鑑

《資治通鑑》手稿

《資治通鑑》，簡稱《通鑑》，是中國著名古典編年史:1、北宋司馬光所主編的長篇編年體史書，共294卷，三百萬字。作者司馬光和他的重要助手劉恕、劉攽、范祖禹等人根據大量史料，花19年時間，才把從戰國到五代這段錯綜複雜之歷史寫成年經事緯之巨著:1。《通鑑》採用資料，除正史以外，所採雜史多至二百二十二種:1。記載的歷史由周威烈王二十三年（前403年）三家分晋（战国时代）寫起，一直到五代的後周世宗顯德六年（959年）征淮南，計跨16個朝代，包括秦、漢、晉、隋、唐統一王朝和戰國七雄、曹魏蜀漢東吳（三國）、五胡十六國、南北朝、五代十國等等其他割據政權，共1362年的逐年記載詳細歷史。它是一部编年体通史，在中國史書中有重要的地位。《通鑑》一向為歷史學者所推崇，有很多人摹倣它，寫成同樣體裁之編年史，在中國的歷史編纂學上曾起過巨大影響:1。

## 成書

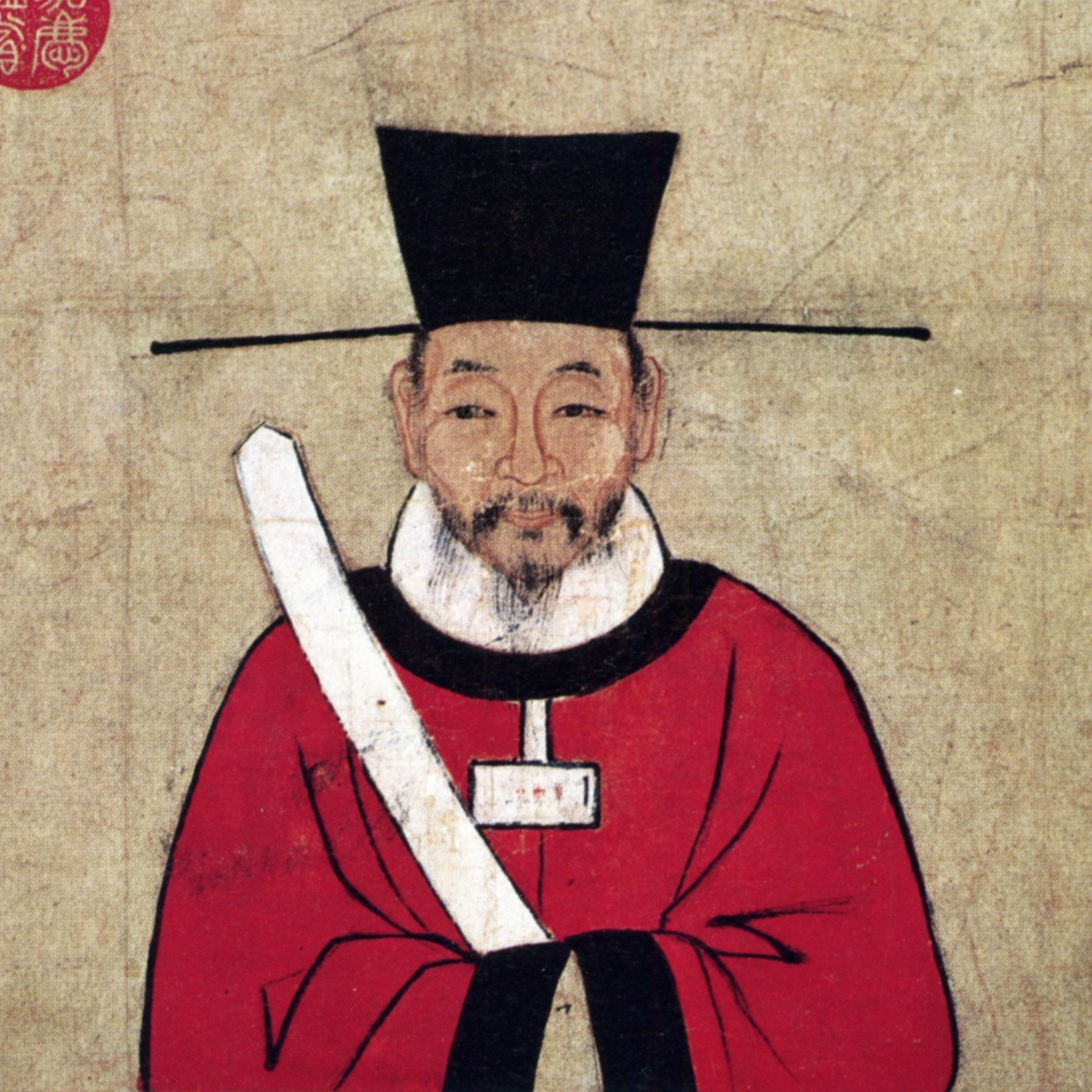
司馬光

《資治通鑑》是繼《春秋》後的一部以編年體的史學巨著，作者司馬光自幼好讀《左氏春秋》，喜歡編輯舊事以成編。宋英宗治平元年（1064年）呈《歷年圖》五卷，治平三年（1066年），又呈《通志》八卷，作品涵蓋周、秦二朝，當時的皇帝宋英宗看了很滿意，於是下令在崇文院內設置書局，将颖邸旧书2400卷，赏赐给司马光参考，並供給笔墨、缯帛、費用、餐點、果物等服務，要他繼續寫下去，並准許他借閱皇家龍圖閣、天章阁、昭文馆、史馆、集贤院、秘阁的藏書。
於是司馬光就在洛陽編修《資治通鑑》，居家極為簡陋，夏天悶熱難堪，汗水常滴在草稿上，請匠人另闢一地下室，“常讀書於其中”，“日力不足，繼之以夜”，每夜秉燭著書，生病時亦不休息。好友勸他“宜少節煩勞”，他說：“先王曰，死生命也。”就這樣過了15年不問政事的著書歲月。
書名为宋神宗所定，取意“鑑于往事，有资于治道”。「資治」兩字意謂著「幫助」「治理」。「通」則意謂著博通古今的「通史」，「鑑」則有引為「借鏡」之意（以史為鏡）。宋神宗亲自作了一篇序，赐给司马光。这篇序后来保护《通鉴》免遭毁版的灾难。
《資治通鑑》編修工作艱鉅，先由助手搜集資料和編寫初稿，然後由司馬光綜合全書，加以增刪，再由司馬康檢訂文字。首先，在資料搜集方面，單是正史有十七種，參考的野史，譜錄，別集，碑誌等雜史有三百多種，加上龍圖閣等藏書，可以想見當時資料之豐富。清人袁枚稱：“李鄴侯北伐之谋，保储之諫，辨建寧之寃，保李晟、马燧之功，新、旧两《书》俱不载入……微温公《通鑑》取李繁《家传》大为阐扬，则鄴侯一代伟人，几乎黯然无色。”。南宋洪邁更進一步考證：
|  | 如《资治通鉴》则不然，以唐朝一代言之：叙王世充、李密事，用《河洛记》；魏郑公谏争，用《谏录》；李绛议奏，用《李司空论事》；睢阳事，用《张中丞传》；淮西事，用《凉公平蔡录》；李泌事，用《邺侯家传》；李德裕太原、泽潞、回鹘事，用《两朝献替记》；大中吐蕃尚婢婢等事，用林恩《后史补》；韩偓凤翔谋画，用《金銮密记》；平庞勋，用《彭门纪乱》；讨裘甫，用《平剡录》；记毕师锋、吕用之事，用《广陵妖乱志》。皆本末粲然，然则杂史、琐说、家传，岂可尽废也！ |

《資治通鑑》述龐勳時，除用鄭樵《彭門紀亂》，亦引韋昭度《續皇王寶運錄》、賈緯《唐年補錄》等私家著述；又如《平剡录》专記“太和末擒越盗裘甫、平剡县”之事，温公虽用《平剡录》，卻不提诈降及计诱，又兼存《玉泉子见闻录》之论。《資治通鑑》大量描述地方史觀與社會史觀，而別於官修新舊唐書之中央史觀。
《通鉴》卷一九五贞观十三年末尾傅奕临终前描述：
|  | 太史令傅奕精究术数之书，而终不之信，遇病不呼医饵药。有僧自西域来，善咒术，能令人立死，复咒之使苏。上择飞骑中壮者试之，皆如其言。以告奕。奕曰：“此邪术也。臣闻邪不干正，请使咒臣，必不能行。”上命僧咒奕，奕初无所觉，须臾，僧忽僵仆，若为物所击，遂不复苏。又有婆罗门僧言得佛齿，所击前无坚物。长安士女辐凑如市。奕时卧疾，谓其子曰：“吾闻有金刚石，性至坚，物莫能伤，唯羚羊角能破之，汝往试焉。”其子往见佛齿，出角叩之，应手而碎，观者乃止。奕临终戒其子无得学佛书，时年八十五。 |

其近乎神話色彩的史料来源则是唐人李亢《独异志》、韦绚《刘宾客嘉话录》和宋朝王讜的《唐语林》。另一角度來看，大量引用野史則容易於造成史料可信性失之考辨，朱熹即認為《通鑑》誤信《孔叢子》，“則考之不精甚矣”。清人周中孚亦對通鑑引用《趙飛燕外傳》之文有微詞，“司馬公反引其最紕繆之語以入史籍，則失考之甚矣”。

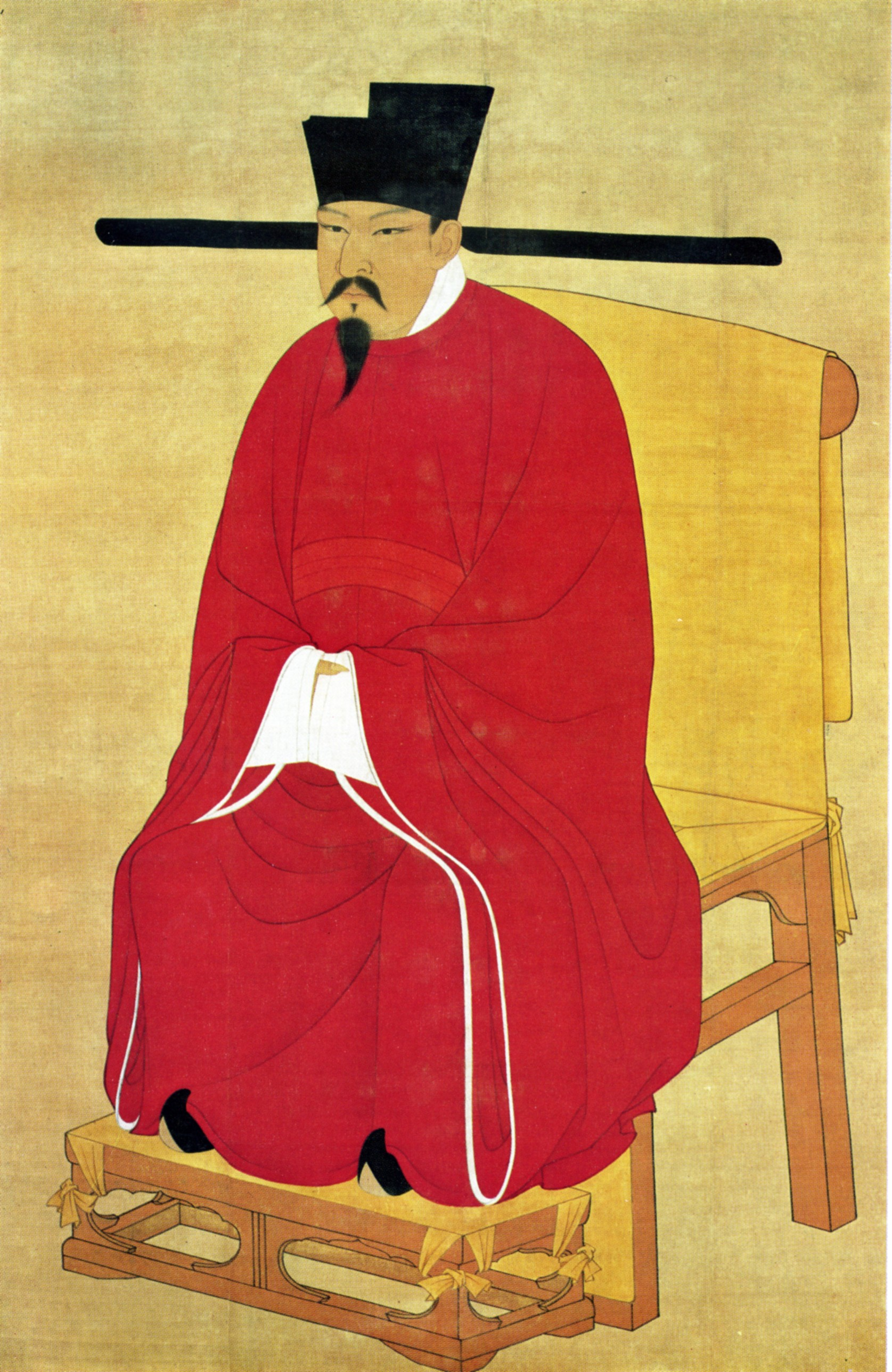
《資治通鑑》為宋神宗取意“有鑑于往事，以资于治道”

《資治通鑑》在撰寫前先由天文學家劉羲叟編訂正確年曆，以夏曆為主，作為全書的骨幹，若同年有二年號以上，則以後來者為定。首先把史料摘錄下來，按年代順序，編成「叢目」，各人先修「長編」，編寫「長編」時常在每一事中間空一行以備剪貼，務求其詳盡，“寧失于繁，毋失于略”，接下來由司馬光就長編所載，考其同異，刪其繁冗，如范祖禹的〈唐紀〉成書六百余卷，經司馬光剪裁、編定為八十一卷。如果發現彙集的史料互有出入，便要進行「考異」工作，最後方能定稿。一事用三四出處纂成，用雜史諸書，如淖方成“禍水”之語則采及《飛燕外傳》；張彖“冰山”之語則采及《開元天寶遺事》，並小說亦不遺之。司馬光一生不寫草字，《資治通鑑》草稿全部以正楷寫成，李燾《巽巖集》載：“張新甫見洛陽有資治通鑑草稿，盈兩屋。”。
《資治通鑑》寫作時間據資料記載一共花了19年，從宋英宗治平二年（1065年）開始一直到宋神宗元豐七年（1084年）才完成。由於過度勞累，元丰五年秋天，司馬光已罹患「語澀疾」（清朝陳弘謀謂「疑當中風」），乃預作遺表，內容提及反對變法事。元丰七年十一月司马光《进通鉴表》自叙曰：“臣今骸骨癯瘁，目视昏近，齿牙无几，神识衰耗，目前所为，旋踵遗忘。臣之精力，尽于此书。”
司马光亦曾自言：“修《通鉴》成，惟王胜之借一读，他人读未尽一纸，已欠伸思睡。”
此書引起司馬光之後許多史家省思，史家面臨改朝換代，君臣異位的尷尬時期時，往往以《資治通鑑》的撰寫精神為原則，強調君臣處理事情與一般人處理事情有所不同與學習思考。

### 助手
雖然此書中司馬光自己的意見皆以「臣光曰」出現，但並非司馬光一人完成，據資料記載，司馬光編集此書，朝廷許他「自辟屬官」，他邀請了劉攽、劉恕、范祖禹成為助手，這些人都是當時著名史家，可謂一時之選。其中劉攽負責兩漢史，范祖禹負責唐代及五代史，三國兩晉南北朝歸劉恕，司馬光的兒子司馬康也加入一起編修《資治通鑑》，負責檢訂文字。删改定稿则完全由主编司馬光一人完成，故行文頗為一致。刘恕之子刘羲仲说：“先人在书局，只类事迹，勒成长编，其是非予夺之际，一出君实笔削。”
此外，司馬光又出版了《資治通鑑考異》三十卷、《資治通鑑目錄》三十卷、《通鑑舉要歷》八十卷三書來替這本巨著做說明。

### 评注
- 元初，胡三省著《资治通鉴音注》，被认为是历代注释《资治通鉴》最佳者。
- 陳寅恪認為，《資治通鑑》是中國第一部政治史。[20]

## 體裁

### 涵蓋年代
《資治通鑑》全書共294卷，約300多萬字，書中記載的歷史由公元前403年，也就是周威烈王二十三年寫起，一直到959年，五代的后周世宗顯德六年征淮南為止。是司馬光以為君親政，賢明之道為出發點所編寫成的一本巨著，所謂「刪削冗長，舉撮機要，專取國家盛衰，繫生民休戚，善可為法，惡可為戒者，為編年一書，使先後有倫，精粗不雜。」。
在橫跨中國16個朝代，一共1362年的歷史中，詳近略遠，隋唐五代371年，佔全書四成，史料價值最高。很明顯的他多次著墨在其中的賢明政治時期，如文景之治，貞觀之治等。

### 釋例
司馬光的曾孫司马伋曾據司馬光的遺稿，將《資治通鑑》編修書法分類為36例。具體為：（1）用天子例。（2）書列國例。（3）書王制例。（4）書封爵禪位例。（5）書改元未禪位例。（6）書帝王將受禪例。（7）書廟號例。（8）書國號例。（9）書改元例；（10）書稱號例。（11）書王公例。（12）書建列國太子例。（13）諸王書名例。（14）書立王例。（15）書徒王例。（16）書列國立太子例。（17）書列國紀事取年號例。（18）書官名例。（19）書兼職例。（20）書罷免例。（21）書聘使例。（22）不書例。（23）重書例。（24）豫言例。（25）追書例。（26）書日後先例。（27）書事同日例。（28）書事相涉例。（29）書斬獲例。（30）書世系例。（31）從後姓例。（32）書字例。（33）書鄉里例。（34）書改置州郡例。（35）書薨卒例。（36）書反亂例。
帝后死稱“崩”，王公死稱“薨”。天子近出稱“還宮”，遠出稱“還京”，列國諸侯遠出稱“還某郡”。
《資治通鑑》具有強烈但過於主觀的正統立場，在分裂時代，如三國，魏有〈紀〉，蜀漢、吳無〈紀〉；南北朝時代，南朝有〈紀〉，北朝無〈紀〉；五代有〈紀〉，而十國無〈紀〉。又如《通鑑》載蜀漢建興九年：“ （諸葛）亮帥諸軍入寇，圍祁山，以木牛運。”對此朱熹曾表達他的不滿曰：「三國當以蜀漢為正，而溫公乃云，某年某月『諸葛亮入寇』，是冠履倒置，何以示訓？緣此遂欲起意成書。推此意，修正處極多。若成書，當亦不下通鑑許多文字。但恐精力不逮，未必能成耳。若度不能成，則須焚之。」

### 史事評論
《資治通鑑》於敘事之後，皆有附論，共186篇。其中「臣光曰」有102篇，其餘84篇是各家評論，其中裴子野的論佔了10篇，司馬遷的論只有1篇。以篇數看來，〈漢紀〉所佔篇幅最多、其次為〈唐紀〉。
陳垣《胡注通鑑表微》曰：“《通鑑》書法，不盡關褒貶，故不如《春秋》之嚴。溫公謙不敢法《春秋》，而志在續《左氏傳》，有所感觸，亦仿左氏設辭『君子曰』而稱『臣光曰』以發之。餘則據事直書，使人隨其實地之異而評其得失，以為鑑戒，非有一定不易之書法也。”

## 原稿

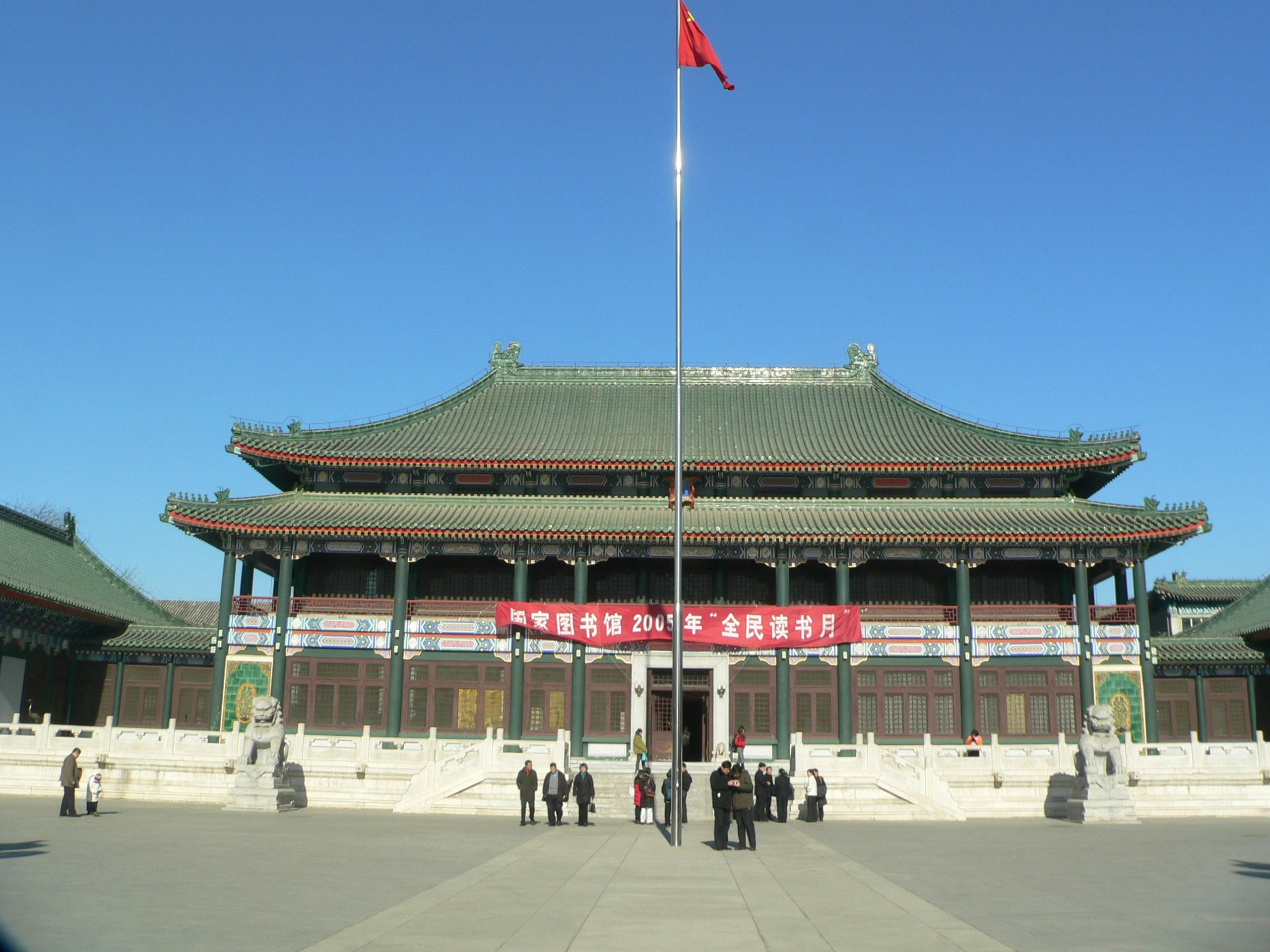
中國國家圖書館今存有《資治通鑑》殘稿八卷

《資治通鑑》北宋殘稿今存僅8卷，藏於中國國家圖書館，原稿33.8×130公分，共29行，465字，记载东晋永昌元年（322年）一年的史实，自永昌元年正月王敦即將作亂起，至同年十二月慕容廆遣子皝入令支而还止，每段史事开端約一、二字或四、五字，以下接“云云”二字。有宋赵汝述、葛洪、程垓、趙崇龢跋；元柳贯中、黄溍、宇文公諒、朱德潤、鄭元祐、任希夷跋。
手稿的最後一段是司馬光用范純仁寫給司馬旦的書札起草，原信用墨筆抹去，字跡依稀可辨：“純仁再拜，近人回曾上狀，必計通呈，比來伏惟尊候萬福，伯康必更痊平。純仁勉強苟祿，自取疲耗……”，“自取疲耗”以下尚有79字，至清初已不見，大概被割除，卷後有多人題跋；曾題跋的韓性說：“其以牘背起稿，可見其儉；字必端謹，可見其誠；事而書之，該以一二字，可見其博；紙尾謝狀詞，雖平常字，亦出於手書，可見其遇事之不苟也。”
另中華民國國家圖書館亦藏有《資治通鑑》〈南宋孟拱龍爪本〉共256卷，被登錄為中華民國國寶。

## 版本
元祐元年（1086年）黃庭堅﹑張舜民等奉命校定《通鑑》初稿完畢﹐送至杭州雕版﹐元祐七年刊印行世。但元祐本已不可見。紹興二年（1132年）有餘姚重刻本﹐今多殘缺。
中華書局據清代胡克家翻刻的元刊本﹐發行的點校本《資治通鑑》，分簡體和繁體版本，均附「胡注」及「章校」的版本，其再版的版本是當今最好的版本。

## 寫作風格
司馬光撰《資治通鑑》，略依《左氏春秋傳》體，重視戰爭之描寫，是一本道地的「相斫書」，如對戰國時代孫臏與龐涓的“馬陵之戰”，東漢末年曹操與袁紹 “官渡之戰”，三國時代曹魏與蜀漢、東吳的“赤壁之戰”，東晉謝玄與苻堅的“淝水之戰”，皆詳細生動，如歷其境。“赤壁之戰”寫“时东南风急，盖以十舰最著前，中江举帆，馀船以次俱进。操军吏士皆出营立观，指言盖降。去北军二里馀，同时发火，火烈风猛，船往如箭，烧尽北船，延及岸上营落”，语言生动活泼，躍然紙上；又寫曹操的機謀：“操引军从华容道步走，遇泥泞，道不通，天又大风，悉使羸兵负草填之，骑乃得过。羸兵为人马所蹈藉，陷泥中，死者甚众。”“淝水之戰”寫慕容垂勸苻坚出兵是别有用心：“慕容揩、慕容绍言于慕容垂曰：‘主上骄矜已甚，叔父建中兴之业，在此行也！’垂曰：‘然。非汝，谁与成之。’”又寫兩軍對峙時，秦軍未戰先懼：“秦王坚与阳平公融登寿阳城望之，见晋兵部阵严整，又望见八公山上草木，皆以为晋兵，顾谓融曰：‘此亦劲敌，何谓弱也！’怃然始有惧色。”東晉取得勝利後，“谢安得驿书，知秦兵已败，时方与客围棋，摄书置床上，了无喜色，围棋如故。客问之，徐答曰：‘小儿辈遂已破贼。’既罢，还内，过户限，不觉履齿之折。”
司馬光留意軍事，嚴夷夏之防，目的用以積極態度抵禦外侮。同時司馬光也以大量篇幅描述歷代農民戰爭，例如對於黃巢起義就用了五卷的篇幅記載前後經過，嚴明紀律，及其成功與失敗之處，遠比兩《唐書》（各3000字與7000字）完備。黃巢軍進入長安，向百姓發告“黃王起兵，本為百姓，非如李氏不愛汝曹，汝曹但安居無恐。”之語，只有《通鑑》保存了這條寶貴的材料。
司馬光大量的從正史中節錄史料，又能隨時加以剪裁陶鑄，文字風格如出一手。《通鑑》並沒有太多僻字，以簡潔明白為主。例如《後漢書》宦者列傳第六十八記載鄭眾：
|  | 眾獨一心王室，不事豪党，帝親信焉。及憲兄弟圖作不軌，眾遂首謀誅之，以功遷大長秋。策勳班賞，每辭多受少。由是常與議事。中官用權，自眾始焉。 |

《資治通鑑》卷第四十八則改為：
|  | 鄭眾，謹敏有心幾，不事豪黨，遂與眾定議誅憲……鄭眾遷大長秋。帝策勳班賞，眾每辭多受少，帝由是賢之，常與之議論政事，宦官用權，自此始矣。 |

《資治通鑑》加強了“帝由是賢之”一句，使得行文流暢，更明白易懂。《資治通鑑》強調防微杜漸，因此認為東漢的宦官為害之烈，實肇始於鄭眾受到重用，“宦官用權，自此始矣”。《資治通鑑》這種強調“前因後果”的概念，貫穿全書，又如司馬光認為漢武帝逼死戾太子，實肇始於“堯母門”，而漢祚不亡則是武帝“晩而改過，顧託得人，此其所以有亡秦之失而免亡秦之禍乎？”。中唐時，平盧節度使王玄志病死，高麗人李懷玉殺玄志之子，推侯希逸為平盧軍使。朝廷姑息，以希逸爲節度副使，“節度使由軍士廢立自此始。”這時司馬光發表議論：“由是禍亂繼起，兵革不息，民墜塗炭，無所控訴，凡二百餘年。”。《通鑑》又記牛李黨爭的開端。長慶元年（821年），禮部侍郎錢徽主持進士科考試，李宗閔之婿蘇巢、楊汝士之弟楊殷士皆登第，前宰相段文昌向穆宗奏稱禮部貢舉不公，翰林學士李德裕和李紳說段文昌所言是實情。結果錢徽、李宗閔、楊汝士都因此被貶官。李、楊大恨，從此“德裕、宗閔各分朋黨，更相傾軋，垂四十年”。《通鑑》又認為朱溫篡唐乃宦官弄權所致。

又如司馬光改為《後漢書》卷四十七的班梁列傳：
|  | 慬（梁慬）受詔當屯金城，聞羌轉寇三輔，迫近園陵，即引兵赴擊之，轉戰武功美陽關。慬臨陣被創，不顧，連破走之，盡還得所掠生口，獲馬畜財物甚觿，羌遂奔散。 |

东汉与羌族之間的戰爭維持百餘年，直到建宁二年（169年）东羌始为段颎平定。《資治通鑑》卷49改“羌遂奔散”為“羌稍退散”，更符合史實：
|  | 滇零自稱天子，於北地招集武都參狼、上郡、西河諸雜種羌斷隴道，寇鈔三輔，南入益州，殺漢中太守董炳。梁慬受詔當屯金城，聞羌寇三輔，即引兵赴擊，轉戰武功、美陽間，連破走之，羌稍退散。 |

司馬光引用《三國志·張飛傳》之言，寫定關羽與張飛兩人的性格缺陷，並認為張飛之所以被殺，是因為喜虐待士卒：
|  | 張飛，雄壯威猛亞於關羽；羽善待卒伍而驕於士大夫，飛愛禮君子而不恤軍人。漢主常戒飛曰：「卿刑殺既過差，又日鞭撾健兒而令在左右，此取禍之道也。」飛猶不悛。漢主將伐孫權，飛當率兵萬人自閬中會江州。臨發，其帳下將張達、范彊殺飛，以其首順流奔孫權。漢主聞飛營都督有表，曰：「噫，飛死矣！」 |

另外，司馬光《答范夢得書》論修書事說：
|  | 其修長編時，請據事目下所記新舊紀志傳及雜史、小説、文集，盡檢出一閱。其實錄、正史未必皆可據，雜史、小説未必皆無憑，在高鑒擇之。詩賦等若止為文章，詔誥若止為除官，及妖異止於怪誕，詼諧止於取笑之類，便請直刪不妨。或詩賦有所譏諷，詔誥有所戒諭，妖異有所儆戒，詼諧有所補益，并吿存之。 |

《資治通鑑》不書奇節，對往昔史料上所載奇節偉行而超乎常情者，如“商山四皓”羽翼儲君，屈原自沉汨羅江，嚴光足加光武帝腹諸事，姚崇的“十事要說”，悉闕而不錄，但對吳起舟中議事、魏文侯不失虞人之約則取之。《通鑑》對於迷信、怪誕、符瑞、圖讖亦不取，如劉邦入秦，有五星聚東井之；但對於破除迷信之事則取之，如劉裕伐南燕，或勸以「往亡不利」，劉裕以「我往彼亡」對之而最終大勝；又如呂才受命刊定〈陰陽雜書〉、范縝作〈神滅論〉等皆取之。宋人邵博《邵氏闻见后录》云：
|  | 司马文正公修《通鉴》时，谓其属范纯父曰：“诸文中有诗赋等，若止为文章，便可删去。”盖公之意欲士立于天下后世者不在空言耳。 |

司馬光主張政簡刑輕、輕徭薄賦，认为：“天地所生财货百物，不在民，则在官，彼设法夺民，其害乃甚于加赋。”對於一切急進改革，均予以否定，《通鑑》即批評商鞅變法，說“此四君者（四位诸侯），道非粹白，而商君尤称刻薄……”“商君相秦，用法严酷，尝临渭论囚，渭水尽赤。”，對李悝變法更是隻字未提，並且盛讚曹參謹尊蕭何律。司馬光非議變法，不滿王安石之新政，他請求出任西京御史臺，退居洛陽十五年（1069年—1084年），以書局自隨，繼續編纂《資治通鑑》；儘管司馬光宣稱“王安石等所立新法，果能勝於舊者存之。”，但哲宗元祐元年（1086年），他重新執政之後，卻盡廢新法，蘇軾無奈的說：“又是一個拗相公”，雖然司馬光將歷朝黨爭提寫的一清二楚，可惜自身卻深陷於黨爭之中不可自拔，《資治通鑒》也差點為新舊黨爭所毀。

## 影响

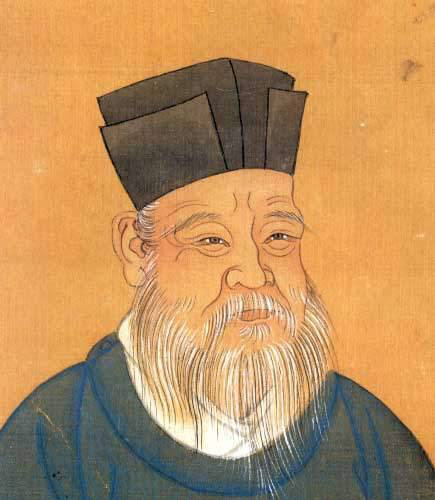
朱熹著《資治通鑑綱目》

司馬光的《資治通鑑》与司馬遷的《史记》並列为中国史学的不朽巨著，所謂“史學兩司馬”。
南宋史学家王应麟评价说：“自有书契以来，未有如《通鉴》者。”
宋末元初胡三省評價此書：「為人君而不知《通鑑》，則欲治而不知自治之源，惡亂而不知防亂之術，為人臣而不知《通鑑》，則上無以事君，下無以治民，為人子而不知〈通鑑〉，則謀身必至於辱先，作事不足以垂後。」“《通鉴》不特记治乱之迹而已，至于礼乐、历数、天文、地理、尤致其详。读者如饮河之鼠，各充其量而已。”
清代顾炎武在《日知录·著书之难》中高度评价《资治通鉴》和马端临的《文献通考》，称赞这两部著作“皆以一生精力成之，遂为后世不可无之书”。
王鸣盛認為：“此天地间必不可无之书，亦学者必不可不读之书”“读十七史，不可不兼读《通鉴》。《通鉴》之取材，多有出正史之外者，又能考诸史之异同而裁正之。昔人所言，事增于前，文省于旧，惟《通鉴》可以当之。”
《通鑑》亦有高度文學價值，曾国藩撰成《经史百家杂钞》一书，其中选录《资治通鉴》11篇。曾国藩评价此书说“窃以先哲惊世之书，莫善于司马文正公之《资治通鉴》，其论古皆折衷至当，开拓心胸。”
近代著名学者梁启超评价《通鉴》时说：“司马温公《通鉴》，亦天地一大文也。其结构之宏伟，其取材之丰赡，使后世有欲著通史者，势不能不据以为蓝本，而至今卒未有能愈之者焉。温公亦伟人哉！”
毛泽东曾十七次批注过《资治通鉴》，并评价说：“一十七遍。每读都获益匪浅。一部难得的好书噢。恐怕现在是最后一遍了，不是不想读而是没那个时间啰……中国有两部大书，一曰《史记》，一曰《资治通鉴》，都是有才气的人，在政治上不得志的境遇中编写的……《通鉴》里写战争，真是写得神采飞扬，传神得很，充满了辩证法。”

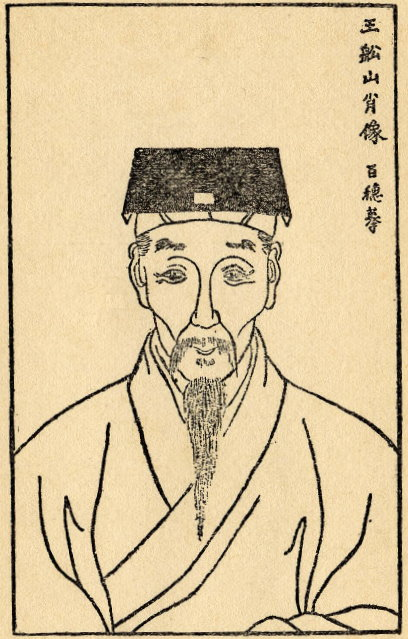
王夫之著《讀通鑑論》

《通鑑》成书不久，其体例後世仿效亦眾，著名的有南宋金履祥作《資治通鑑前編》、南宋李焘的《續資治通鑑長編》、秦緗業的《資治通鑑長編拾補》，李心傳的《建炎以來繫年要錄》，專記宋高宗一朝史事，此書是為續李燾《续资治通鑑長編》而作，徐夢莘的《三朝北盟會編》，專記宋徽宗、欽宗、高宗三朝與金人和戰之事。南宋史家袁樞讀《資治通鑑》，因分事立目，共記二百三十九事，另附錄六十六事，鈔輯成書《通鑑紀事本末》，開創“紀事本末體”之先河；朱熹著《資治通鑑綱目》，用意在標榜「正統」、「名教」之思想；王夫之著《讀通鑑論》，清代徐乾學的《資治通鑑後編》、毕沅的《續資治通鑑》。王應麟有書《玉海》，書裡面有一部《通鑑答問》。伍耀光輯《通鑑論》，前有史事簡介，季亮時輯《司馬溫公通鑑論》，宋晞《司馬光史論》專輯「臣光曰」，最為簡略。历代研究者不乏人，使其成为一门专门学问，即“通鑑学”。金朝人亦好讀《通鑑》，完颜璹与蔡珪、萧贡并称金源一代《通鉴》三大名家。完颜璹“读《通鉴》至三十馀过”，元好问说他“于书无所不读，而以《资治通鉴》为专门，驰骋上下千有三百馀年之事，其善恶、是非、得失、成败，道之如目前，穿贯他书，考证同异，虽老于史学者不加详也”。
由於《資治通鑑》著重政治軍事方面，所以後世有稱之為「帝王之書」，即使中國帝王制度已不存在，仍有一些人鑽研《資治通鑑》作謀略上研究。如八十年代日本便掀起一片通鑑熱，研究者主要都是藉此書作商戰之用。

## 翻譯
白話翻譯本如下：
- 台灣學者黃錦鋐等27位翻譯的《白話資治通鑑》（臺灣版由文化圖書公司出版，大陸版由新世界出版社出版）。
- 台灣學者徐國良等人翻譯的《白話資治通鑑》（臺灣版由名遠（嘉文）出版社出版）。
- 大陸學者張舜徽等數人譯注的《資治通鑑全譯》（大陸版由貴州古籍出版社出版，臺灣版由臺灣書房出版）。
- 大陸學者沈志華等人翻譯的《白話資治通鑑》（大陸版由中華書局出版，臺灣版由建宏書局出版）。
- 台灣作家柏楊翻譯的《柏楊版資治通鑑》。柏楊將《資治通鑑》重新以現代白话文翻譯，詳註現代之地名、官名，並加上地圖與評論「柏楊曰」。由於譯者為柏楊一人，故行文前後風格相當一致[58]，同時也充滿柏楊獨特之書法與史觀。他曾提及：“感谢司马光先生和他的编辑群，把这个最混乱的时代，整理出一个纲要，在浩如烟海的史籍中，《资治通鉴》是唯一的一部，使人对五胡乱华留下深刻印象的巨著。除了《通鉴》，全世界还没有第二部书，有这么大的功能。”[59]。
- 大陸學者韓兆錡主編的《新譯資治通鑑》（臺灣版由三民書局出版）。

部分其他語言译本如下：
- 张磊夫:《桓灵二帝》（Emperor Huan and Emperor Ling）和 《为了创建和平》（To Establish Peace) 两本著作为《资治通鉴》涉及公元157年至220年的记载进行英译与注释。

- 元朝时期，元仁宗爱育黎拔力八达曾下诏下令将《资治通鉴》翻译成蒙古文并刊行天下，令蒙古人、色目人诵习。

- 韩文译本自1997年由權重達（권중달）开始翻译，2005年完成，2006年至2010年分32卷出版。

## 缺失

### 侷限
《資治通鑑》著重於政治與軍事，對於經濟方面記載不多，如載「租庸調制」僅“初定租、庸、調法，每丁租二石，絹二匹，綿三兩，自茲以外，不得橫有調斂。”二十餘字，武德二年确有新的租调法颁布，但似未涉及“庸”。在司马光看来，米价才是經濟重點，《通鉴》对唐代各个时期米价的记载达十八次之多。
《通鉴》重視戶口，记录了许多唐代的户口数，如开元十四年、开元二十年、开元二十八年、天宝元年、天宝十三载、建中元年、元和二年等。《通鑑紀事本末》只收錄兩則與經濟有關的史料，至於文化、藝術、宗教談得更少。對於「詩賦有所譏諷」者則採之，如卷一百四趙整作歌、卷一三四百姓為袁粲作歌。司马光尤重陆贽议论，采其奏疏三十九篇。
《資治通鑑》又專記鳩摩羅什譯經，卻不記玄奘譯經，又詳細記載北魏太武帝、北周武帝以及唐武宗三次大規模的禁佛毀佛事件；記陳群的九品中正制，卻不記隋代開進士科取士，凡與政治無關者，多不錄取。顾炎武說：“此書本以資治，何暇錄及文人？”。刘宋文帝元嘉十五年（438年）立儒、玄、文、史四学，司马光发表评论，四学其实是等而下之，不值得重视，“臣光曰：《易》曰：‘君子多识前言往行以畜其德。’孔子曰：‘辞达而已矣。’然则史者儒之一端，文者儒之余事；至于老、莊虚无，固非所以为教也。夫学者所以求道；天下无二道，安有四学哉！”
《通鑑》稱美唐宣宗及其大中之治，“故大中之政，讫于唐亡，人思咏之，谓之小太宗。”，王夫之則一反司馬光的看法：“小说载宣宗之政，琅琅乎其言之，皆治象也，温公亟取之登之于策，若有余美焉。自知治者观之，则皆亡国之符也。”錢鍾書認為《通鑑》不可盡信：“余嘗取《通鑑》與所據正史、野記相較，得百數十事，頗足示修詞點鐵、脱胎之法，至於昭信紀實是否出入，又當别論焉。”。

### 失誤
《资治通鉴》雖被誉为“体例严谨，脉络清晰，网罗宏大，体大思精，史料充实，考证稽详，叙事详明，繁简得宜”。但因時代所限，《資治通鑑》本身也有不少錯誤，舉例如下：

#### 失實
- 《通鉴》卷1周烈王5年，作“韓嚴遂弒哀侯，國人立其子懿侯若山。”，将嚴遂、韓嚴二人误当一人。
- 《通鑑》卷2〈周紀二〉周顯王36年，沿用《史記·蘇秦列傳》記載的蘇秦與張儀“合縱連橫”之說，但1973年在長沙馬王堆漢墓出土《戰國縱橫家書》證明蘇秦死於公元前284年，張儀死於公元前310年，蘇秦的活動均在張儀死後。張儀在秦國當宰相時，蘇秦還沒踏上政壇。
- 《通鑑》卷4〈周紀四〉周赧王31年，「樂毅將五國軍滅齊」過程，有不少错误，大都不見於現今文獻，又載：「齊人食邑於燕者二十餘君，有爵位於薊者百有餘人。」封郡百餘人不見於現今文獻；「六月之間，下齊七十餘城，皆為郡縣。」《史記·樂毅本傳》作「數歲」。[73]
- 《通鉴》卷5〈周紀五〉周赧王55年，載：長平之戰後，白起“前后斩首虏四十五万人；赵人大震。”這是照搬《史記》的講法，但胡三省作注卻表示懷疑：“此言秦兵自挫廉颇至大破赵括，前后所斩首虏之数耳。兵非大败，四十万人安肯束手而死邪！”
- 《通鉴》卷7〈秦紀二〉始皇帝28年，載：「始皇遂東遊海上，行禮祠名山、大川及八神。始皇南登琅邪，大樂之，留三月，作琅邪臺，立石頌德，明得意。」據《史記·秦始皇本紀》，秦始皇沿著山東半島海岸線一路抵達琅邪，並未乘船「遊海上」。
- 《飛燕外傳》記淖方成罵趙合德“此禍水也﹐滅火必矣”的話，曾被司馬光載入《通鑑》，魯迅懷疑此書是“唐宋人所為”[74]。
- 《通鑑》卷65記載中興功臣二十八將，史家嚴耕望指出《資治通鑑》對雲臺二十八將的排列順序有誤[75]。
- 《通鉴》卷43〈漢紀三十五〉建武15年条云：“冬，十一月，甲戌，大司徒歙坐前为汝南太守及度田不实，赃罪千余万，下狱。……歙死狱中。”依據《太平御览》卷551《礼义部·棺门》引《东观汉纪》曰：“大司徒欧阳歙坐在汝南赃罪死狱中”說法，欧阳歙下狱原因是汝南赃罪之事。
- 《通鉴》卷60，稱刘备是“中山靖王之后也。”胡三省注《资治通鉴》卷六十《汉纪》时指出：“《蜀书》云备中山靖王胜子陆城亭侯贞之后，然自祖父以上世系不可考。”
- 《通鉴》卷65：“权抚其背曰：‘公瑾，卿言至此，甚合孤心。子布、元表诸人，各顾妻子，挟持私虑，深失所望；独卿与子敬与孤同耳，此天以卿二人赞孤也。五万兵难卒合，已选三万人，船粮战具俱办。卿与子敬、程公便在前发，孤当续发人众，多载资粮，为卿后援。卿能办之者诚决，邂逅不如意，便还就孤，孤当与孟德决之。’”朱舜水曾指出“诚决”二字不可解，当是“诚快”之误。
- 《通鉴》魏纪太和二年记载：“收馬謖下獄，殺之。”但《三国志》卷39《马良附马谡传》，记“谡下狱物故”，應是病死獄中，不過依舊在同書中的《諸葛亮傳》、《王平傳》、楊戲的《季漢輔臣贊》記載馬謖被諸葛亮處刑[76]。
- 《後出師表》是否出自諸葛亮之手，至今還有爭論，而《資治通鑑》全文照錄[77]。
- 《通鉴》卷79〈晉紀一〉载晋武帝泰始二年（266年）“二月，除漢宗室禁錮。”這是沿用《晋书·武帝纪》“除汉宗室禁锢”的错误。[78]
- 《通鑑》卷85晉惠帝太安二年（303年）「閏月，李雄急攻羅尚。尚軍無食，留牙門張羅守城，夜，由牛鞞水東走，羅開門降。雄入成都。」據《華陽國志·大同志》記載，實為張羅徹夜守城、嚴備不懈，掩護羅尚夜逃後，才棄城追上羅尚，李雄遂克成都。張羅歸降李雄乃在繼羅尚成為益州刺史之後，此時並未投降。[79]
- 《通鑑》卷99记載：“（慕容）儁大赦，立閔而責之曰：‘汝奴仆下才，何得妄稱帝？’”《晉書》從未記載慕容儁大赦冉閔，《资治通鉴》时特意加上“大赦”一词與《晉書》原文不合[80]。
- 《通鉴》卷101載：“刘卫辰复叛代，代王什翼犍东渡河，击走之。”有誤，東渡河者不可能是什翼犍，應是劉衛辰，如《魏書·序紀》載：“二十八年（365）春正月，衛辰謀反，東渡河。”。
- 《晋书》记载：“屯据四方者，所在承闵书诛之”，而《资治通鉴》则记载：“其屯戍四方者，闵皆以书命赵人为将帅者诛之”，后赵军队多由胡人组成，只有冉闵是唯一的漢人“将帅”，冉闵絕無能力“命赵人为将帅者”诛杀胡兵。
- 《晋书》载吕光的第一个年号“太安”，而《资治通鉴》记载为“大安”。
- 《通鑑》卷113載“秦遣使者梁構至張掖。”應是姚兴遣使梁斐、张构至張掖拜訪沮渠蒙逊，此處誤二人為一人。
- 《通鉴》卷121说“冲及荥阳太守崔模俱降魏。”《魏书》与《宋书》都記宋军司州刺史尹冲壯烈犧牲，僅荥阳太守崔模投降。
- 《通鉴》卷123《宋纪》文帝元嘉十六年载：“凉州自张氏以来，号为多士。沮渠牧犍尤喜文学，以敦煌阚骃为姑城太守，张湛为兵部尚书，刘昞、索敞、阴兴为国师助教”。《魏书》卷52《刘昞传》载:“……牧犍尊（刘昞）为国师。”而索敞是刘昞助教，“专心经籍，尽能传昞之业”[81]。
- 《通鑑》卷161載：侯景攻城，“城內擲雉尾炬，焚其東山，樓柵蕩盡，賊積死於城下。”，胡三省在注裡更正：“死于城下者，岂能贼哉？侯景驱民以攻城，以其党迫蹙于后，攻城之人，退则死于贼手，进则死于矢石。”
- 兩《唐書》將“特勤”之誤為“特勒”，《資治通鑑》對此並無糾正，將錯就錯，《資治通鑑》卷一六四：“土門自號伊利可汗，號其妻為可賀敦，子弟謂之特勒。”《通鑑考異》：“諸書或作特勤，今從劉昫《舊唐書》及宋祁《新唐書》。”[82]。
- 《通鉴》卷171〈陳紀五〉記：“齐主游南苑，从官赐死者六十人。”《北齐书》和《北史》的记载：“壬子，幸南苑，从官暍死者六十人。”，“暍”字改成“赐”字。朱熹写《通鉴纲目》，赞同《资治通鉴》的说法：“杀其从官六十人”。
- 《通鉴》卷175记染干（启民可汗）为沙钵略之子，卷178卻載“處羅侯之子染干，號突利可汗”，顯然一事两说。
- 《通鉴》卷178记载，开皇十九年达头可汗败代州总管韓弘于恒安，仁寿元年正月下又载：“突厥步迦可汗犯塞，败代州总管韩弘于恒安。”顯然是一事兩載。[83]
- 《通鑑》卷184隋恭帝義寧元年七月載溫大雅复李密書“吾雖庸劣，幸承餘緒，出為八使，入典六屯，顛而不扶，通賢所責。”查温大雅《大唐创业起居注》實乃“入典八屯”之誤。
- 《資治通鑑·唐紀》載：“（太宗）得佳鷂，自臂之，望見徵來，匿懷中；徵奏事固久不已，鷂竟死懷中。”焦竑認為此事不見於《唐書·魏徵傳》，應該是誤引《唐書·白居易傳》：“《獻續虞人箴》曰：‘降及宋璟，玄諫玄宗。溫顏聽納，獻替從容。璟趨以出，鷂死懷中。’”。[84]
- 節度使始置於何時，史籍記載互有出入。《資治通鑑》稱節度使之名自薛訥始，[85]《唐會要》卷七十八“節度使”、《通典》卷三十二“職官”四、《通志》卷五十六“職官”六，均言景雲二年四月以賀拔延嗣為河西節度使，乃節度使之始。
- 《通鉴》卷200高宗显庆元年三月，“以度支侍郎杜正伦为黄门侍郎、同三品。胡注：显庆元年，改户部为度支。”據《唐会要》卷57《尚书省诸司上》云：“显庆元年七月二十一日，改户部尚书为度支尚书，侍郎亦准此。”因此杜正伦为黄门侍郎时户部还未改为度支。
- 《通鉴》卷200永徽六年十一月条载“武后数见王、萧为祟，被发沥血如死时状。后徙居蓬莱宫，复见之，故多在洛阳，终身不归长安。”這是錯誤的，終高宗之世，在長安居多[86]。
- 《通鑑》卷202在叙述儀鳳三年（678年）魏元忠上書：“出師之要，全資馬力。臣請開畜馬之禁，使百姓皆得畜馬；若官軍大舉，委州縣長吏以官錢增價市之，則皆為官有。彼胡虜恃馬力以為强，若聽人間市而畜之，乃是損彼之强為中國之利也”。《通鑑》有以下結論“先是禁百姓畜馬，故元忠言之。”《新唐書·元忠傳》說的是“弛天下馬禁，使民得乘大馬”，是“禁乘馬”非“禁畜馬”。
- 《通鉴》卷214玄宗开元二十二年云：“（二月）方士张果自言有神仙术，诳人云尧时为侍中，于今数千岁；多往来恒山中，则天以来，屡征不至。”據《明皇杂录》卷下“恒山”为“恒州山中”之误。
- 《通鉴》卷214记载，開元二十二年“鑿漕渠十八里，以避三門之險。”胡三省注：“參考新、舊志，乃是鑿山開車路十八里，非漕渠也。”
- 高安陈汝奇在《陈氏甘露园长书四论》認為《资治通鉴》将只见诸野史的杨贵妃、安禄山之事纳之正史而失之客观。
- 《通鉴》卷222載：“壬戌，以兵部侍郎严武为西川节度使。”據钱谦益《錢注杜詩》卷十二：“宝应元年四月，代宗即位，召武入朝。是年，徐知道反，武阻兵，九月尚未出巴。《通鉴》载：六月，以武为西川节度使，徐知道守要害拒武。误矣。当以此诗正之。”
- 《通鉴》卷226，德宗建中元年云：“六月，甲午朔，门下侍郎、同平章事崔祐甫薨。”两《唐书·崔祐甫传》均載崔祐甫終官中书侍郎，此处“门下侍郎”應為“中书侍郎”之误。
- 《通鑑》卷243載，“蕡由是不得仁于朝，终于使府御史。”《唐鑑》載劉蕡“終於柳州司戶”。
- 唐代宦官魚弘志，《新唐書·仇士良傳》作“魚弘志”，《舊唐書》偶有誤為“魚志弘”，《通鑑》卷245大和九年十一月壬戌作魚志弘，又卷246作開成五年正月己卯又作魚弘志，相互混淆。
- 两《唐书》之《卢坦传》載元和八年西受降城为振武河所毁，因宰相李吉甫请移兵天德城事；與《宪宗本纪》记元和七年振武河毁东受降城事本为二事，《通鉴》卷238唐纪五五元和八年条将两事混为一谈，《考异》甚至表示：“三者不同，莫知孰是。”。[87]
- 《通鉴》取《旧唐书》卷120《郭子仪附郭钊传》，“十五年正月，宪宗寝疾弥旬，诸中贵人秉权者欲议废立，纷纷未定。”又直接把其中的“中贵人”改为吐突承璀，但是當時吐突承璀外放淮南監軍。
- 《通鑑》卷247載，會昌四年（844年）三月条，“朝廷以四鹘衰微，吐蕃内乱，议复河湟四镇十八州，乃以給事中劉濛為巡邊使。”考劉濛為巡邊使，應从《实录》所载之会昌五年(845) 二月二十五日。[88]
- 《通鉴》卷247载河湟陷蕃“十八州”，取材自《新唐书·黠戛斯传》載李德裕的《赐缘边诸镇密诏意》，岑仲勉认为陇右陷蕃者尚有肃州，應為十九州。[89]
- 《通鉴》卷248載：“上嘗以太宗所撰《金鏡》授綯，使讀之，‘至亂未嘗不任不肖，至治未嘗不任忠賢’”；其中“至”為衍字，《文苑英華》卷三六〇無“至”字。
- 《通鉴》卷249“大中十年（856年）六月條”載：鄭顥欲為宰相，“户部侍郎、判户部、附马都尉郑颢营求作相甚切。其父祗德与书曰：‘闻汝已判户部，是吾必死之年；又闻欲求宰相，是吾必死之日也！’颢惧，累表辞剧务。冬，十月，乙酉，以顥為秘書監。”查《卢氏郑夫人墓志》載鄭顥辭職的原因是無法湊足五十萬貫的和糴錢。[90]
- 《通鉴》卷249載：“河東節度使李業縱吏民侵掠雜虜，又妄殺降者，由是北邊擾動。”事實在黨項之叛不始於李業，开成中河东节度使王宰任盐州刺史，“好以法临党项，羌人不安” [91]，上元元年（760）“党项等羌吞噬边鄙，将逼京畿”[92]；十二月，再以鳳翔節度使李安業、河東節度使李拭為招討党項使。
- 《通鉴》卷252，僖宗乾符元年云：“十一月，庚寅，日南至，群臣上尊号曰‘圣神聪睿仁哲孝皇帝’。”《新唐书》卷9《僖宗本纪》记载尊号“圣神聪睿仁哲明孝皇帝”，比《通鉴》多一“明”字。
- 《资治通鉴》卷277后唐明宗长兴三年记载“后唐明宗李嗣源与契丹主阿保机约为兄弟”，应是李嗣源与耶律德光约为兄弟。

#### 編年不當
再如《資治通鑑》記年方式多有不當之處：
- 《通鉴》卷1〈周紀一〉周安王25年，“子思言苟变于卫侯”段落，据《孔丛子》「子思居衛，魯穆公卒」載於周安王二十五年：周安王二十五年，離錢穆所考証子思去世年已近三十年。
- 《通鉴》卷3〈周紀三〉周赧王17年，“赵（惠文）王封其弟（胜）为平原君。平原君好士，食客常数千人。”明末严衍根据《史记》考證，十七年武灵王传位给惠文王时，惠文王不过十余岁，平原君是其同母弟，不足十岁“岂便能养士”。
- 齊人伐燕的時間（前313年），司馬光捨《史記·齐世家》的編年[93]，未據《紀年》詳加考查[94]，只增加齊威王十年，減少齊湣王十年，以求與《孟子》記載齊宣王伐燕的事跡相同[95]，宋朝朱熹經考訂認為是齊湣王十年，據今人楊寬考証，實際上為齐宣王五年。金文《陈璋壶铭》云“隹主五年，奠□陈得再立事岁，孟冬戊辰，大臧□孔璋内伐匽（燕）亳邦之获”，可証滅燕在齊宣王五年。
- 《通鉴》卷11〈漢紀三〉高帝五年（前102年）载：张良“家世相韩，及韩天，不爱万金之资，为韩报摊强秦，天下振动。今以三寸舌为帝者师，封万户侯，此布衣之极，于良足矣。愿弃人间事，欲从赤松子游耳。”查閱《史记·留侯世家》，张良是在高帝六年正月被封为留侯的。嚴衍《資治通鑑補》對此糾正。
- 《通鑑》卷15〈漢紀七〉文帝後二年：“八月，戊戌，丞相張蒼免。”但據《二十史朔閏表》文帝後二年八月丁卯朔，月內無戊戌。司馬遷《史記·漢興以來諸侯年表》、荀況《漢紀》記事在八月戊辰。
- 《通鉴》卷61兴平二年载：“夏，四月，甲子，立贵人琅邪伏氏为皇后；以后父侍中完为执金吾。”《资治通鉴疑年录》据《献帝纪》定为甲午。[96]
- 《通鉴》卷66記建安十八年“九月，阜与叙进兵，入卤城，昂、奉据祁山，以讨超。超闻之，大怒，赵衢因谲说超，使自出击之。超出，衢与梁宽闭冀城门，尽杀超妻子”，《三国志》则記为建安十九年正月。司馬光於《考異》中對此說明為何記於建安十八年。
- 《通鑑》卷71記載張紘死於太和三年（吳黃龍元年，西元229年），此是依據《建康實錄》。嚴衍《資治通鑑補》移至建安十七年「孫權治建業」段之後，未作說明。盧弼《三國志集解》注張紘應死於建安十六年。
- 《通鉴》卷74记载蒋琬卒年为正始六年“冬，十一月”，而《三国志·后主传》则称：“（延熙九年）冬十一月，大司马蒋琬卒”。應以《三国志》為準。
- 《通鑑》及《目錄》記載北涼玄始二十年後徑接義和元年，此據《十六國春秋鈔》，然而《魏書》《北史》《冊府元龜》均記載玄始之後有承玄年號，凡三年。
- 《通鑑》卷122記載北涼改元永和，此據《十六國春秋》，然而、《魏書》《北史》《高僧傳》《冊府元龜》均記載年號為「承和」。
- 《通鉴》在记述隋煬帝西巡行程中均出现诸多失误，六月二十三日以后由张掖前往焉支山的时间提前到高昌王六月十七日到达张掖的当天[97]。
- 《通鉴》卷181載：大業五年“是時天下凡有郡一百九十，縣一千二百五十五，戶八百九十萬有奇。東西九千三百里，南北萬四千八百一十五里。隋氏之盛，极于此矣。”但大業六年，隋炀帝灭吐谷浑次年，隋軍又攻下伊吾，並設伊吾郡，這時才是隋朝最大疆域。[83]
- 《通鉴》卷191武德九年四月条载：“丁卯，突厥寇朔州：庚午，寇原州：癸酉，寇泾州。戊寅，安州大都督李靖与突厥颉利可汗战于灵州之硖石。”按武德九年四月无“丁卯”、“庚午”、“癸酉”、“戊寅”，日期完全錯亂。[98]
- 《通鉴》載贞观十一年七月、十一月均记突厥大雪，杂畜多死，為一事兩載。
- 《通鉴》卷202记载，吐蕃芒松芒赞死于调露元年（679年）二月十一日，有误。据《敦煌本吐蕃历史文书》记载，芒松芒赞死于仪凤元年（676）。
- 《通鑑》卷249載大中二年馬植拜相，與左神策中尉馬元贄敘同宗交結，四年，貶常州刺史。[99]兩唐書皆記罷相之年為大中三年。

吳玉貴著有《资治通鉴疑年录》歸納出《通鑑》紀時所發生錯誤，共計得出八百八十八例，可補此方面的缺失。

#### 剪裁不當與故意歪曲事實
《通鑑》在剪裁上也有一些失誤。
- 《通鑑》卷2〈周紀二〉周顯王10年，載商鞅變法：“告姦者與斬敵首同賞，不告姦者與降敵同罰。”《史記·商君本傳》原文為：“不告奸者腰斩，告奸者与斩敌首赏，匿奸者与降敌同罚”，二者有不小出入，又商鞅变法实行“明尊卑爵秩等级，各以差次名田宅，臣妾衣服以家次”的政策，《通鑑》刪“以家次”三字[101]。

- 《通鑑》卷17〈漢紀九〉：“（石慶）慶嘗為太僕，御出，上問車中幾馬，慶以策數馬畢，舉手曰：‘六馬。’慶於諸子中最為簡易矣。”這段文字取自《史記·萬石君列傳》[102]，卻把最後一句“然猶如此”削去，失去司馬遷“然猶如此”的原意。

- 卷45載| “ | 帝覽章，深自引咎，以所上班示百官。詔曰：「群僚所言，皆朕之過。民冤不能理，吏黠不能禁；而輕用民力，繕修宮宇，出入無節，喜怒過差。永覽前戒，辣然兢懼；徒恐薄德，久而致怠耳！」 | ” |

「永覽前戒」一語很明顯是摘錄了《後漢書·明帝紀》：“永覽前戒，竦然兢懼。”，但何謂「前戒」，通鑑並無說明。查《後漢書》顯宗孝明帝紀第二原文為
| “ | 詔曰：「群僚所言，皆朕之過。人冤不能理，吏黠不能禁；而輕用人力，繕修宮宇，出入無節，喜怒過差。昔應門失守，《關睢》刺世；飛蓬隨風，微子所歎。永覽前戒，竦然兢懼。徒恐薄德，久而致怠耳。」 | ” |

“昔應門失守，《關睢》刺世；飛蓬隨風，微子所歎。”即是「前戒」之語被司馬光所誤刪。
- 《通鑑》卷65〈漢紀五十七〉建安十三年赤壁之战，司马光记载为“乃取蒙冲斗舰十艘”。[103]《三国志》记則周瑜“乃取蒙冲斗舰数十艘，实以薪草，膏油灌其中，裹以帷幕，上建牙旗，先书报曹公，欺以欲降”。[104]

- 《通鑑》卷118載：“（劉）裕以（王）康為河東太守，遣兵救之，平等皆散走。”胡注曰：“詳考上文，未知平等為何人？”顯然胡三省也被難倒了，今考《宋書·王康傳》，“平等”即指邵平等人，為溫公所誤削。又《通鉴》卷179记载杨勇之说：“若有谏者，正当斩之，不杀百许人，自然永息。”此處“不殺百許人”應是“不過殺百許人”之誤，漏失“過”字而失原意，[105]諸如此類，“誤刪”或“漏句”的例子在《通鑑》中可謂屢見不鮮。

宋朝的朱熹在《朱子語類》的〈歷代一〉中，有直接的批評：“溫公不喜權謀，至修書時頗刪之，奈當時有此事何？只得與他存在。若每處刪去數行，只讀著都無血脈意思，何如存之，卻別作論說以斷之。”又說：“溫公修書，凡與己意不合者，即節去之，不知他人之意不如此。《通鑑》之類多矣。”明代嚴衍熟讀《資治通鑑》，著有《資治通鑑補》，列舉通鑑有七病（漏、復、紊、雜、誤、執、誣）。
近人岑仲勉認為《通鑑》對牛僧孺说“失一维州，无害其（吐蕃）强”的評價有偏頗之嫌，司馬光還不惜歪曲事实，玩弄文字遊戲，並批评《通鉴》“怀挟私见，丧失了史家的公正立场”。岑仲勉還寫有《通鑑隋唐紀比事質疑》，自称纠正《通鉴》的谬误，共670余条。
辛德勇認為，司馬光為了宣揚自己的政治理念在《資治通鑑》中採納諸如《汉武故事》、《赵飞燕外传》等不可靠來源以歪曲歷史，來達到警醒当政者的目的。

## 延伸阅读
[在维基数据编辑]
 在维基文库阅读本作品原文（ 在维基共享资源阅览影像、分类）
 《資治通鑑 (四庫全書本)》
 《資治通鑑 (四部叢刊本)》
 《欽定古今圖書集成·理學彙編·經籍典·通鑑部》，出自陈梦雷《古今圖書集成》

## 外部連結
- 《資治通鑑》宋·司馬光 （页面存档备份，存于）
- 《資治通鑑》殘稿（二）
- 胡三省注资治通鉴－胡三省注资治通鉴 _国学导航 （页面存档备份，存于）